# Polyprotéine

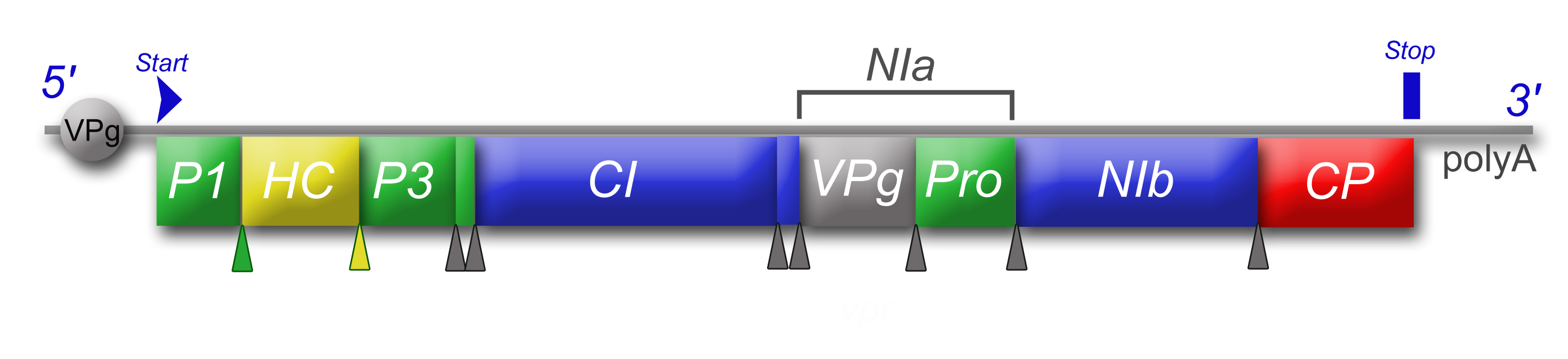
Représentation du génome du virus de la panachure de la tulipe (TBV). Ce génome contient un seul gène codant une protéine unique, qui est en fait une polyprotéine devant être clivée par des endopeptidases à des endroits spécifiques qui sont marqués sur ce schéma. Ce clivage libère les protéines fonctionnelles : P1 Protease 1, HC Helper Component, P3 Protease 3, CI Cylindrical Inclusion protein, VPg genomic Virus Protein, Pro Protease, NIa et NIb Nuclear Inclusion, et CP Capsid/Coat Protein.

Une polyprotéine est un long polypeptide produit par certains virus et à partir duquel les protéines virales sont produites sous l'action d'endopeptidases déjà présentes dans le virus ou la cellule hôte infectée. Ces protéases clivent la polyprotéine en des endroits spécifiques qui permettent de libérer des fragments fonctionnels formant les protéines et enzymes du virus. Les polyprotéines sont notamment produites par les virus dont le génome ne possède qu'une seul cadre de lecture (ARN messager monocistronique, qui ne possède qu'un seul codon STOP). La plupart des protéines virales sont clivées par des peptidases pendant la traduction de l'ARN messager — on parle de traitement cotraductionnel. Le clivage peut être terminé par des peptidases virales (partiellement autoprotéolytiques en trans) ou cellulaires (par exemple, la peptidase du peptide signal (en)). Les polyprotéines peuvent également jouer un rôle important dans la formation de la capside virale, comme c'est le cas chez les picornavirus.
Les polyprotéines sont caractéristiques des virus à ARN à génome non segmenté tels que les picornavirus, les flavivirus et les togavirus. La biosynthèse des protéines issues d'une polyprotéine ne peut être régulée individuellement : le clivage d'une polyprotéine libère en effet des quantités équimolaires de protéines fonctionnelles. Cependant, toutes ces protéines ne sont pas utiles dans les mêmes proportions lors de la réplication virale : les protéines structurelles, telles que celles de la capside ou de l'enveloppe virales, sont en effet utilisées en bien plus grand nombre que les protéines non structurelles et les enzymes (notamment les polymérases virales), de sorte que ces dernières sont produites en excès et tendent à s'accumuler dans la cellule hôte sous forme d'agrégats ou de dépôts visibles dans le viroplasme ou les corps d'inclusion (en) lors de l'examen histologique des cellules infectées.
Le clivage de la polyprotéine par des peptidases spécifiques étant indispensable à la production des protéines virales fonctionnelles, ce processus est la cible de certains traitements contre les infections virales qui visent à bloquer la réplication du virus à ce stade. Ces médicaments sont désignés du terme générique d'inhibiteurs de protéase.